# Antônio Luiz de Barros Nunes
Antônio Luiz de Barros Nunes, detto Cacau (22 gennaio 1909 – Rio de Janeiro, 4 agosto 1982), è stato un cestista brasiliano.

## Carriera
Con il Brasile ha disputato le Olimpiadi del 1936, classificandosi al 9º posto.